# Olympias av Armenien
Olympias av Armenien, död 361, var drottning av Armenien 350-361 som gift med kung Arshak II. 
Hennes äktenskap arrangerades som en allians mellan Rom och Armenien. Hon var kristen och influerade sin make att avvika från sin trohet med Rom under Julianus (kejsare). Hon förgiftades genom hostian av sin makes nästa hustru. 